# EHF Champions League mannen 2010/11
De EHF Champions League 2010/11 is de 51ste editie van de EHF Champions League en het 18ste seizoen onder de auspiciën van de EHF. THW Kiel is de titelhouder. De final four wordt gespeeld op 28 en 29 mei 2011.

## Deelnemers
| Groepsfase | Groepsfase | Groepsfase | Groepsfase |
| --- | --- | --- | --- |
| - Bosna BH Gas: Kampioen van Bosnië en Herzegovina - AaB Håndbold: Kampioen van Denemarken - KIF Kolding: Vice-kampioen van Denemarken - THW Kiel: Kampioen van Duitsland - HSV Hamburg: Vice-kampioen van Duitsland - SG Flensburg-Handewitt: Nummer 3 van Duitsland - Montpellier Agglomeration: Kampioen van Frankrijk - Chambéry Savoie: Vice-kampioen van Frankrijk - MKB Veszprém: Kampioen van Hongarije - Pick Szeged: Vice-kampioen van Hongarije | - Bosna BH Gas: Kampioen van Bosnië en Herzegovina - AaB Håndbold: Kampioen van Denemarken - KIF Kolding: Vice-kampioen van Denemarken - THW Kiel: Kampioen van Duitsland - HSV Hamburg: Vice-kampioen van Duitsland - SG Flensburg-Handewitt: Nummer 3 van Duitsland - Montpellier Agglomeration: Kampioen van Frankrijk - Chambéry Savoie: Vice-kampioen van Frankrijk - MKB Veszprém: Kampioen van Hongarije - Pick Szeged: Vice-kampioen van Hongarije | - Croatia Osiguranje Zagreb: Kampioen van Kroatië - Vive Targi Kielce: Kampioen van Polen - HCM Constanța: Kampioen van Roemenië - Chekhovskie Medvedi: Kampioen van Rusland - St. Peterburg HC: Vice-kampioen van Rusland - Celje Pivovarna Laško: Kampioen van Slovenië - Renovalia Ciudad Real: Kampioen van Spanje - FC Barcelona Borges: Vice-kampioen van Spanje - Cuatro Rayas Valladolid: Nummer 3 van Duitsland - IK Sävehof: Kampioen van Zweden - Kadetten Schaffhausen: Kampioen van Zwitserland | - Croatia Osiguranje Zagreb: Kampioen van Kroatië - Vive Targi Kielce: Kampioen van Polen - HCM Constanța: Kampioen van Roemenië - Chekhovskie Medvedi: Kampioen van Rusland - St. Peterburg HC: Vice-kampioen van Rusland - Celje Pivovarna Laško: Kampioen van Slovenië - Renovalia Ciudad Real: Kampioen van Spanje - FC Barcelona Borges: Vice-kampioen van Spanje - Cuatro Rayas Valladolid: Nummer 3 van Duitsland - IK Sävehof: Kampioen van Zweden - Kadetten Schaffhausen: Kampioen van Zwitserland |
| Kwalificatieronde | | | |
| Kwalificatietoernooi | Kwalificatietoernooi | Wildcardtoernooi | Wildcardtoernooi |
| - Metalurg: Kampioen van Macedonië - Drammen HK: Kampioen van Noorwegen - ZTR Zaporozhye: Kampioen van Oekraïne - A1 Brengenz: Kampioen van Oostenrijk | - FC Porto Vitalis: Kampioen van Portugal - Tatran Prešov: Kampioen van Slowakije - Beşiktaş JK: Kampioen van Turkije - Dinamo-Minsk: Kampioen van Wit-Rusland | - Bjerringbro-Silkeborg: Nummer 3 van Denemarken - Rhein-Neckar Löwen: Nummer 4 van Duitsland | - Gorenje Velenje: Nummer 2 van Slovenië - Reale Ademar Leon: Nummer 4 van Spanje |

## Kwalificatieronde

### Groep 1
Locatie:  Bregenz, Oostenrijk
| Pos | Club          | Gs | W | G | V | Pnt | Dv | Dt | Ds | Opmerking                               |
| --- | ------------- | -- | - | - | - | --- | -- | -- | -- | --------------------------------------- |
| 1.  | Tatran Prešov | 3  | 2 | 1 | 0 | 5   | 92 | 87 | 5  | 00000 Groepsfase Champions League 00000 |
| 2.  | A1 Brengenz   | 3  | 2 | 0 | 1 | 4   | 90 | 85 | 5  |                                         |
| 3.  | Beşiktaş JK   | 3  | 1 | 0 | 2 | 2   | 85 | 91 | -6 |                                         |
| 4.  | Drammen HK    | 3  | 0 | 1 | 2 | 1   | 94 | 98 | -4 |                                         |

### Groep 2
Locatie:  Porto, Portugal
| Pos | Club             | Gs | W | G | V | Pnt | Dv | Dt | Ds | Opmerking                               |
| --- | ---------------- | -- | - | - | - | --- | -- | -- | -- | --------------------------------------- |
| 1.  | Dinamo-Minsk     | 3  | 2 | 1 | 0 | 5   | 79 | 72 | 7  | 00000 Groepsfase Champions League 00000 |
| 2.  | FC Porto Vitalis | 3  | 1 | 2 | 0 | 4   | 74 | 67 | 7  |                                         |
| 3.  | ZTR Zaporozhye   | 3  | 1 | 0 | 2 | 2   | 73 | 79 | -6 |                                         |
| 4.  | Metalurg         | 3  | 0 | 1 | 2 | 1   | 68 | 76 | -8 |                                         |

### Groep W
Locatie:  Karlsruhe, Duitsland
| Pos | Club                  | Gs | W | G | V | Pnt | Dv | Dt | Ds  | Opmerking                               |
| --- | --------------------- | -- | - | - | - | --- | -- | -- | --- | --------------------------------------- |
| 1.  | Rhein-Neckar Löwen    | 3  | 3 | 0 | 0 | 6   | 97 | 80 | 17  | 00000 Groepsfase Champions League 00000 |
| 2.  | Bjerringbro-Silkeborg | 3  | 2 | 0 | 1 | 4   | 84 | 85 | -1  |                                         |
| 3.  | Reale Ademar Leon     | 3  | 1 | 0 | 2 | 2   | 79 | 81 | -2  |                                         |
| 4.  | Gorenje Velenje       | 3  | 0 | 0 | 3 | 0   | 77 | 91 | -14 |                                         |

## Groepsfase

#### Loting
Loting vond plaats op 22 juni 2010 in Wenen, Oostenrijk.
| Pot 1                 | Pot 2                     | Pot 3               | Pot 4                   | Pot 5                 | Pot 6             |
| --------------------- | ------------------------- | ------------------- | ----------------------- | --------------------- | ----------------- |
| THW Kiel              | Celje Pivovarna Laško     | FC Barcelona Borges | Chambéry Savoie         | Rhein-Neckar Löwen    | Vive Targi Kielce |
| MKB Veszprém          | Montpellier Agglomeration | HSV Hamburg         | KIF Kolding             | IK Sävehof            | Tatran Prešov     |
| Chekhovskie Medvedi   | AaB Håndbold              | Pick Szeged         | Cuatro Rayas Valladolid | Kadetten Schaffhausen | Dinamo-Minsk      |
| Renovalia Ciudad Real | Croatia Osiguranje Zagreb | St. Peterburg HC    | SG Flensburg-Handewitt  | Bosna BH Gas          | HCM Constanța     |

### Groep A
| Pos | Club                  | Gs | W | G | V | Pnt | Dv  | Dt  | Ds  | Opmerking              |
| --- | --------------------- | -- | - | - | - | --- | --- | --- | --- | ---------------------- |
| 1.  | THW Kiel              | 10 | 7 | 2 | 1 | 16  | 326 | 277 | 49  | 000 Achtste finale 000 |
| 2.  | FC Barcelona Borges   | 10 | 5 | 3 | 2 | 13  | 327 | 290 | 37  | 000 Achtste finale 000 |
| 3.  | Rhein-Neckar Löwen    | 10 | 5 | 3 | 2 | 13  | 307 | 292 | 15  | 000 Achtste finale 000 |
| 4.  | Chambéry Savoie       | 10 | 4 | 0 | 6 | 8   | 262 | 307 | -45 | 000 Achtste finale 000 |
| 5.  | Celje Pivovarna Laško | 10 | 3 | 0 | 7 | 6   | 300 | 332 | -32 | Uitgeschakeld          |
| 6.  | Vive Targi Kielce     | 10 | 1 | 2 | 7 | 4   | 276 | 300 | -24 | Uitgeschakeld          |

### Groep B
| Pos | Club                      | Gs | W | G | V | Pnt | Dv  | Dt  | Ds  | Opmerking              |
| --- | ------------------------- | -- | - | - | - | --- | --- | --- | --- | ---------------------- |
| 1.  | MKB Veszprém              | 10 | 8 | 0 | 2 | 16  | 326 | 259 | 67  | 000 Achtste finale 000 |
| 2.  | Montpellier Agglomeration | 10 | 8 | 0 | 2 | 16  | 322 | 284 | 38  | 000 Achtste finale 000 |
| 3.  | HSV Hamburg               | 10 | 6 | 1 | 3 | 13  | 304 | 273 | 31  | 000 Achtste finale 000 |
| 4.  | KIF Kolding               | 10 | 5 | 0 | 5 | 10  | 296 | 316 | -20 | 000 Achtste finale 000 |
| 5.  | IK Sävehof                | 10 | 1 | 1 | 8 | 3   | 283 | 347 | -64 | Uitgeschakeld          |
| 6.  | Tatran Prešov             | 10 | 0 | 2 | 8 | 2   | 273 | 325 | -52 | Uitgeschakeld          |

### Groep C
| Pos | Club                    | Gs | W | G | V | Pnt | Dv  | Dt  | Ds  | Opmerking              |
| --- | ----------------------- | -- | - | - | - | --- | --- | --- | --- | ---------------------- |
| 1.  | Chekhovskie Medvedi     | 10 | 6 | 2 | 2 | 14  | 345 | 282 | 63  | 000 Achtste finale 000 |
| 2.  | Cuatro Rayas Valladolid | 10 | 5 | 3 | 2 | 13  | 300 | 284 | 16  | 000 Achtste finale 000 |
| 3.  | Pick Szeged             | 10 | 5 | 0 | 5 | 10  | 290 | 291 | -1  | 000 Achtste finale 000 |
| 4.  | Kadetten Schaffhausen   | 10 | 4 | 1 | 5 | 9   | 304 | 315 | -11 | 000 Achtste finale 000 |
| 5.  | Dinamo-Minsk            | 10 | 3 | 2 | 5 | 8   | 307 | 316 | -9  | Uitgeschakeld          |
| 6.  | AaB Håndbold            | 10 | 2 | 2 | 6 | 6   | 311 | 339 | -28 | Uitgeschakeld          |

### Groep D
| Pos | Club                      | Gs | W | G | V | Pnt | Dv  | Dt  | Ds  | Opmerking              |
| --- | ------------------------- | -- | - | - | - | --- | --- | --- | --- | ---------------------- |
| 1.  | Renovalia Ciudad Real     | 10 | 8 | 1 | 1 | 17  | 303 | 236 | 67  | 000 Achtste finale 000 |
| 2.  | SG Flensburg-Handewitt    | 10 | 8 | 0 | 2 | 16  | 288 | 249 | 39  | 000 Achtste finale 000 |
| 3.  | Croatia Osiguranje Zagreb | 10 | 6 | 2 | 2 | 14  | 303 | 261 | 42  | 000 Achtste finale 000 |
| 4.  | Bosna BH Gas              | 10 | 2 | 1 | 7 | 5   | 222 | 286 | -64 | 000 Achtste finale 000 |
| 5.  | HCM Constanța             | 10 | 2 | 0 | 8 | 4   | 261 | 302 | -41 | Uitgeschakeld          |
| 6.  | St. Peterburg HC          | 10 | 2 | 0 | 8 | 4   | 259 | 302 | -43 | Uitgeschakeld          |

## Eindfase

#### Loting
De loting nam plaats op 25 februari 2011 in Wenen, Oostenrijk
| Pot 1                     | Pot 2                   | Pot 3                     | Pot 4                 |
| ------------------------- | ----------------------- | ------------------------- | --------------------- |
| THW Kiel                  | FC Barcelona Borges     | Rhein-Neckar Löwen        | Chambéry Savoie       |
| Montpellier Agglomeration | MKB Veszprém            | HSV Hamburg               | KIF Kolding           |
| Chekhovskie Medvedi       | Cuatro Rayas Valladolid | Pick Szeged               | Kadetten Schaffhausen |
| Renovalia Ciudad Real     | SG Flensburg-Handewitt  | Croatia Osiguranje Zagreb | Bosna BH Gas          |

### Achtste finale
| Team 1                    | Score   | Team 2                    | 1       | 2       |
| ------------------------- | ------- | ------------------------- | ------- | ------- |
| Kadetten Schaffhausen     | 58 - 61 | Montpellier Agglomeration | 31 - 26 | 27 - 35 |
| KIF Kolding               | 53 - 72 | THW Kiel                  | 26 - 36 | 24 - 36 |
| Chambéry Savoie           | 43 - 63 | Renovalia Ciudad Real     | 24 - 27 | 19 - 36 |
| Bosna BH Gas              | 39 - 61 | Chekhovskie Medvedi       | 22 - 31 | 17 - 30 |
| Pick Szeged               | 46 - 60 | SG Flensburg-Handewitt    | 26 - 27 | 20 - 33 |
| FC Barcelona Borges       | 54 - 51 | MKB Veszprém              | 28 - 21 | 26 - 30 |
| Croatia Osiguranje Zagreb | 55 - 58 | Rhein-Neckar Löwen        | 28 - 31 | 27 - 27 |
| HSV Hamburg               | 63 - 55 | Cuatro Rayas Valladolid   | 28 - 22 | 35 - 33 |

### Kwartfinale
| Team 1                 | Score   | Team 2                    | 1       | 2       |
| ---------------------- | ------- | ------------------------- | ------- | ------- |
| SG Flensburg-Handewitt | 46 - 59 | Renovalia Ciudad Real     | 24 - 38 | 22 - 21 |
| FC Barcelona Borges    | 63 - 58 | THW Kiel                  | 27 - 25 | 36 - 33 |
| HSV Hamburg            | 75 - 61 | Chekhovskie Medvedi       | 38 - 24 | 37 - 37 |
| Rhein-Neckar Löwen     | 62 - 55 | Montpellier Agglomeration | 27 - 29 | 35 - 26 |

## Final Four

### Halve finale
| 28 mei 2011 15:15 | Rhein-Neckar Löwen | 28 – 30 | FC Barcelona Borges | Lanxess Arena, Keulen Scheidsrechters: Krstic, Ljubic (SLO) |
| 28 mei 2011 15:15 | (12-12)            |         |                     | Lanxess Arena, Keulen Scheidsrechters: Krstic, Ljubic (SLO) |
| 28 mei 2011 15:15 | 3×                 | Verslag | 3× 4×               | Lanxess Arena, Keulen Scheidsrechters: Krstic, Ljubic (SLO) |

| 28 mei 2011 18:00 | Ronovalia Ciudad Real | 28 – 23 | HSV Hamburg | Lanxess Arena, Keulen Scheidsrechters: Gjeding, Hansen (DEN) |
| 28 mei 2011 18:00 | (12-10)               |         |             | Lanxess Arena, Keulen Scheidsrechters: Gjeding, Hansen (DEN) |
| 28 mei 2011 18:00 | 3× 2×                 | Verslag | 3×          | Lanxess Arena, Keulen Scheidsrechters: Gjeding, Hansen (DEN) |

### Wedstrijd om de derde plaats
| 29 mei 2011 18:00 | Rhein-Neckar Löwen | 31– 33  | HSV Hamburg | Lanxess Arena, Keulen Scheidsrechters: Horváth, Marton (HUN) |
| 29 mei 2011 18:00 | (13-15)            |         |             | Lanxess Arena, Keulen Scheidsrechters: Horváth, Marton (HUN) |
| 29 mei 2011 18:00 | 3× 4×              | Verslag | 3×          | Lanxess Arena, Keulen Scheidsrechters: Horváth, Marton (HUN) |

### Finale
| 29 mei 2011 18:00 | FC Barcelona Borges | 27 – 24 | Ronovalia Ciudad Real | Lanxess Arena, Keulen Scheidsrechters: Lazaar, Reveret (FRA) |
| 29 mei 2011 18:00 | (14-10)             |         |                       | Lanxess Arena, Keulen Scheidsrechters: Lazaar, Reveret (FRA) |
| 29 mei 2011 18:00 | 3× 5×               | Verslag | 4× 3×                 | Lanxess Arena, Keulen Scheidsrechters: Lazaar, Reveret (FRA) |